# Cocce
Cocce (in sloveno Koče) è un centro abitato della Slovenia, frazione del comune di Postumia.

## Storia
Il centro abitato apparteneva storicamente alla Carniola, ed era noto con il toponimo sloveno di Koče.
Dopo la prima guerra mondiale passò, come tutta la Venezia Giulia, al Regno d'Italia; il toponimo venne italianizzato in Cocce.
Dopo la seconda guerra mondiale il territorio passò alla Jugoslavia; attualmente Cocce (tornata ufficialmente Koče) è frazione del comune di Postumia.